# Qulzhan (cràter)
Qulzhan és un cràter d'impacte en el planeta Venus de 7,9 km de diàmetre. Porta el nom d'un antropònim kazakh, i el seu nom va ser aprovat per la Unió Astronòmica Internacional el 1997.